# Conwentzia sinica
Conwentzia sinica là một loài côn trùng trong họ Coniopterygidae thuộc bộ Neuroptera. Loài này được C.-k. Yang miêu tả năm 1974.